# Emrah Başsan
Emrah Başsan (Kocaeli, 17 aprile 1992) è un calciatore turco, centrocampista del Sakaryaspor.
È considerato tra i migliori talenti del campionato turco.

## Caratteristiche tecniche
Ala destra, può giocare nel medesimo ruolo sulla fascia opposta e anche come trequartista.